# Santa Giovanna Antida Thouret delle Suore della Carità

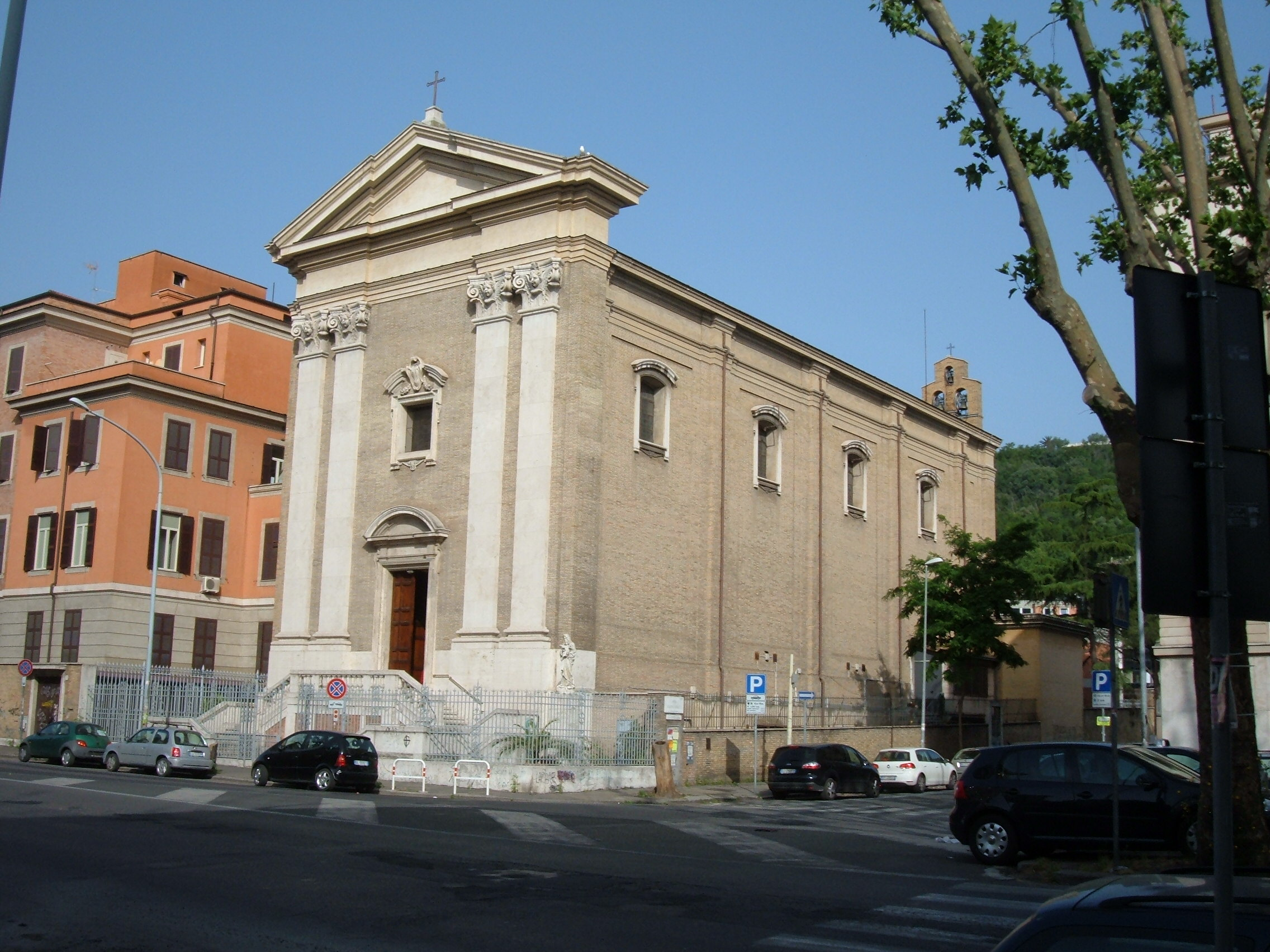
Vista da igreja.

Santa Giovanna Antida Thouret delle Suore della Carità é uma igreja de Roma localizada na Circonvallazione Clodia, 3, no quartiere Della Vittoria. Anexa à antiga cúria geral da congregação das Irmãs da Divina Caridade, fundada pela religiosa francesa Santa Joana Antida Thouret, a quem a igreja é dedicada.

## História
A igreja foi projetada por Guglielmo Palombi e construída em 1940 para ser a sede das Irmãs da Divina Caridade, que hoje fica em San Vincenzo de Paoli all'Aventino.

## Descrição
A igreja é um edifício em estilo neobarroco. Externamente, a estrutura é toda de tijolinhos aparentes, com a fachada de frente para a Ciconvallazione. O portal é precedido por uma escadaria com duas rampas simétricas e é decorado por uma cornija de mármore com um tímpano semicircular; sobre ele se abre uma janela retangular encimada por um brasão de mármore da congregação. A fachada é decorada por pois pares de lesenas coríntias lisas que parecem sustentar o tímpano triangular que a coroa, terminando no alto com uma pequena cruz de ferro.

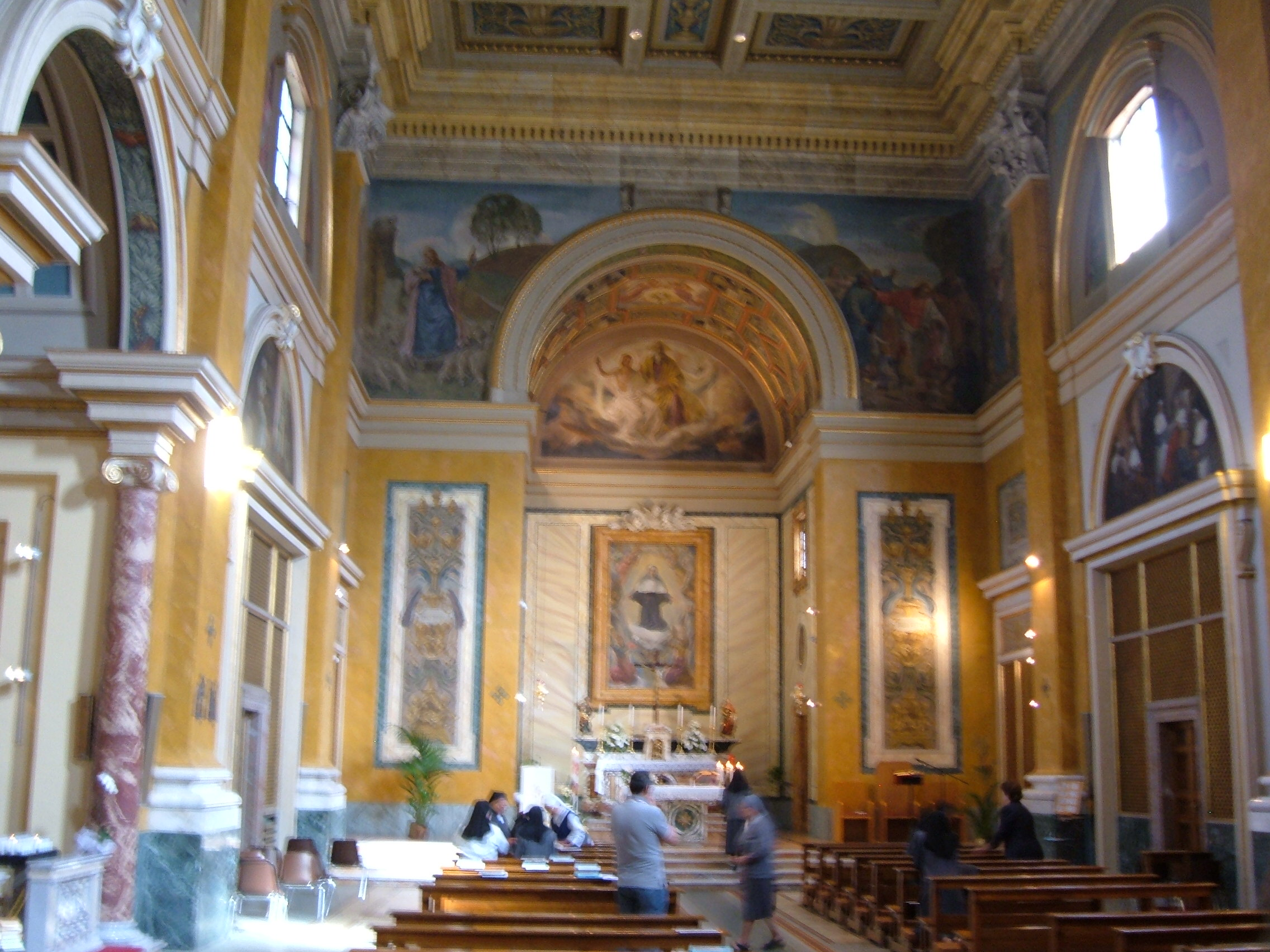
Vista do interior.

O interior da igreja se apresenta em uma nave única retangular coberta por um teto de madeira em caixotões pintado em várias cores; ela é ricamente decorada com intársias de mármores coloridos, estuques e afrescos. Na metade da nave se abre, à esquerda, uma capela lateral dedicada a Nossa Senhora. No fundo está o presbitério, terminado numa abside de planta quadrangular; acima do arco triunfal estão dois grandes aafrescos: à esquerda, "Jesus Bom Pastor" e, à direita, "Jesus e as Crianças". Atrás está uma abóbada de berço que recobre a abside e, no fundo, uma luneta afrescada com a "Santíssima Trindade". O altar-mor é decorado por uma peça-de-altar representando Santa Joana, com a parede de ambos os lados trabalhada para imitar um revestimento em alabastro.
A igreja abriga ainda um órgão de tubos Mascioni opus 874, construído em 1966